# Curriculum (Pädagogik)
Das Curriculum (Plural Curricula; lateinisch für Wettlauf, Umlauf, Kreisbahn, Lauf) ist ein Lehrplan oder Lehrprogramm, das auf einer Theorie des Lehrens und Lernens (Didaktik) aufbaut.

## Beschreibung
Ein Lehrplan ist in der Regel auf die Aufzählung der Unterrichtsinhalte beschränkt. Das Curriculum orientiert sich hingegen mehr an Lehrzielen und am Ablauf des Lehr- und Lernprozesses oder des Studiengangs. Insbesondere enthält es auch Aussagen über die Rahmenbedingungen des Lernens. Neben den Lehrinhalten werden auch „lern- und entwicklungspsychologische Möglichkeiten der Adressaten“ berücksichtigt.
In der didaktischen Debatte wurde der Begriff Curriculum Ende der 1960er Jahre aus den USA (re)importiert, vor allem durch Saul B. Robinsohn: Curriculum sollte eine möglichst präzise Regelung nicht nur von Lernzielen und Lerninhalten, sondern auch von Lernprozessen und der Lernorganisation umfassen. So wird es im Strukturplan des Deutschen Bildungsrates 1970 verstanden.
Im englischsprachigen Raum verwendet man für den Lehrplan eines einzelnen Kurses eher syllabus, während curriculum auf das gesamte Studium oder das Lehr-Lern-Angebot eines Schulsystems, einer Schulstufe, einer Schulform oder eines Faches bezogen wird.
Schulische Curricula werden häufig als Spiralcurriculum konzipiert. Moderne Curricula ordnen zudem ihre Ausbildungsmodule verschiedenen Lernbereichen zu und streben dadurch einen systematischen Kompetenzerwerb an. Zum Beispiel kann ein Curriculum der Betriebsökonomie in folgende Lernbereiche unterteilt werden:
- Systemorientiertes Management
- Informationstechnologien und Angewandte Informatik
- Quantitative Methoden
- Kultur, Gesellschaft und Sprachen.

## Kerncurriculum
Ein Kerncurriculum ist ein auf die wesentlichen Inhalte zurückgeführtes Curriculum. Im Kerncurriculum steht, welche Kompetenzen von den Schülern zu erwarten sind, welche nicht nur fachspezifischer, sondern auch prozessbezogener Natur sein sollten. Besonders personale und soziale Kompetenzen werden explizit erwähnt. Ferner werden die Themenbereiche vorgestellt und es wird festgelegt, inwiefern diese Themen behandelt werden sollten. Andere Aspekte wie Notengebung werden erklärt und wie Noten sich zusammenstellen müssen.
Im Bildungssystem in Deutschland wird das Kerncurriculum von einer Kommission für jedes Bundesland, für jede Schulform und jedes Unterrichtsfach festgehalten. Es greift auf die Bildungsstandards zurück, welche von der Kultusministerkonferenz für die Fächer entschieden werden.